# On Device Portal
On Device Portal (портал на устройстве, англ.)
Технология On Device Portal или ODP — интерактивные приложения (J2ME, Symbian, Windows Mobile, Android) для мобильных телефонов — динамично растущее направление в сфере мобильных технологий. С точки зрения пользователя, использование интерактивных приложений On Device Portal в сравнении с WAP-сервисами открывает ряд новых интересных возможностей — загрузка собственных фото- и видеофайлов, отправка SMS нажатием одной кнопки, возможность индивидуальной настройки сервиса и т. п. Как правило, приложения имеют удобный интерфейс и могут персонализоваться путём простой настройки.
Различные ODP решения уже несколько лет используются крупнейшими международными операторами мобильной связи, такими, как Orange, Vodafone, O2. Российские операторы также активно работают в этом направлении. Так пример, в мае 2007 года компания МегаФон реализовала ODP решение на java-платформе iDea™, а в конце 2010 года — на Android-платформе Iricom.